# IPod nano
iPod nano（アイポッド ナノ）は、Appleがかつて開発・販売していたフラッシュメモリを内蔵したデジタルオーディオプレーヤーである。

## 概要
iPodの小型デジタル音楽プレイヤー市場向けモデルの第2弾として2005年に発売され、最終的に第7世代までリリースされた。macOSおよびWindowsの両方で利用できる。同社製のiPod shuffleおよびiPodの特徴を兼ね備えており、またiPod miniよりも小型である。マイクロドライブを搭載したiPod miniの後継製品であり、iPod nanoの登場に伴いiPod miniの生産は終了した。
正方形のマルチタッチディスプレイが搭載された第6世代は、サードパーティ製のリストバンドと組み合わせることにより腕時計型端末としても使用することが可能であり、その開発コンセプトは後に発売されるApple Watchにも引き継がれることとなった。

## 歴代モデル

### 一覧
| 世代               | 外観                                                        | 容量                                                              | 色                                                                               | 発売日        | 価格（円）                               | 再生時間   | サイズ（mm）   | ディスプレイ（px） | 重量  |
| ------------------ | ----------------------------------------------------------- | ----------------------------------------------------------------- | -------------------------------------------------------------------------------- | ------------- | ---------------------------------------- | ---------- | -------------- | ------------------ | ----- |
| 第1世代            | first generation iPod Nano                                  | 1GB                                                               | ホワイト ブラック                                                                | 2006年2月7日  | 17,800                                   | 最大14時間 | 90×40×6.9      | 176×132            | 42g   |
| 第1世代            | first generation iPod Nano                                  | 2GB                                                               | ホワイト ブラック                                                                | 2005年9月7日  | 21,800                                   | 最大14時間 | 90×40×6.9      | 176×132            | 42g   |
| 第1世代            | first generation iPod Nano                                  | 4GB                                                               | ホワイト ブラック                                                                | 2005年9月7日  | 27,800                                   | 最大14時間 | 90×40×6.9      | 176×132            | 42g   |
| 第2世代            |                                                             | 2GB                                                               | シルバー                                                                         | 2006年9月12日 | 17,800                                   | 最大24時間 | 90×40×6.5      | 176×132            | 40g   |
| 第2世代            | 4GB                                                         | シルバー ブルー グリーン ピンク (PRODUCT)RED                      | 23,800                                                                           | 2006年9月12日 |                                          | 最大24時間 | 90×40×6.5      | 176×132            | 40g   |
| 第2世代            | 8GB                                                         | ブラック (PRODUCT)RED                                             | 29,800                                                                           | 2006年9月12日 |                                          | 最大24時間 | 90×40×6.5      | 176×132            | 40g   |
| 第3世代            |                                                             | 4GB                                                               | シルバー                                                                         | 2007年9月5日  | 17,800                                   | 最大24時間 | 69.8×52.3×6.5  | 320×240            | 49.2g |
| 第3世代            | 8GB                                                         | シルバー ブルー グリーン ブラック (PRODUCT)RED ピンク（後に追加） | 23,800                                                                           | 2007年9月5日  |                                          | 最大24時間 | 69.8×52.3×6.5  | 320×240            | 49.2g |
| 第4世代            |                                                             | 4GB（期間限定）                                                   | シルバー ブラック パープル ブルー グリーン イエロー オレンジ ピンク (PRODUCT)RED | 2008年9月9日  | 14,800                                   | 最大24時間 | 90.7×38.7×6.2  | 240×320            | 36.8g |
| 第4世代            | 8GB                                                         | 17,800                                                            | シルバー ブラック パープル ブルー グリーン イエロー オレンジ ピンク (PRODUCT)RED | 2008年9月9日  |                                          | 最大24時間 | 90.7×38.7×6.2  | 240×320            | 36.8g |
| 第4世代            | 16GB                                                        | 23,800                                                            | シルバー ブラック パープル ブルー グリーン イエロー オレンジ ピンク (PRODUCT)RED | 2008年9月9日  |                                          | 最大24時間 | 90.7×38.7×6.2  | 240×320            | 36.8g |
| 第5世代            |                                                             | 8GB                                                               | シルバー ブラック パープル ブルー グリーン イエロー オレンジ ピンク (PRODUCT)RED | 2009年9月9日  | 14,800                                   | 最大24時間 | 90.7×38.7×6.2  | 240×376            | 36.8g |
| 第5世代            | 16GB                                                        | 17,800                                                            | シルバー ブラック パープル ブルー グリーン イエロー オレンジ ピンク (PRODUCT)RED | 2009年9月9日  |                                          | 最大24時間 | 90.7×38.7×6.2  | 240×376            | 36.8g |
| 第6世代            |                                                             | 8GB                                                               | シルバー ブルー グリーン オレンジ ピンク グラファイト (PRODUCT)RED               | 2010年9月2日  | 13,800                                   | 最大24時間 | 37.5x40.9x8.78 | 240×240            | 21.1g |
| 第6世代            | 16GB                                                        | 16,800                                                            | シルバー ブルー グリーン オレンジ ピンク グラファイト (PRODUCT)RED               | 2010年9月2日  |                                          | 最大24時間 | 37.5x40.9x8.78 | 240×240            | 21.1g |
| 第6世代 （改訂版） | 8GB                                                         | 2011年10月5日                                                     | シルバー ブルー グリーン オレンジ ピンク グラファイト (PRODUCT)RED               | 10,800        |                                          | 最大24時間 | 37.5x40.9x8.78 | 240×240            | 21.1g |
| 第6世代 （改訂版） | 16GB                                                        | 2011年10月5日                                                     | シルバー ブルー グリーン オレンジ ピンク グラファイト (PRODUCT)RED               | 12,800        |                                          | 最大24時間 | 37.5x40.9x8.78 | 240×240            | 21.1g |
| 第7世代            |                                                             | 16GB                                                              | スレート シルバー パープル ピンク イエロー グリーン ブルー (PRODUCT)RED          | 2012年10月9日 | 12,800 14,800（2013.5） 16,800（2015.3） | 最大30時間 | 76.5x39.6x5.4  | 240×432            | 31g   |
| 第7世代 Mid 2015   | スペースグレイ ゴールド シルバー ピンク ブルー (PRODUCT)RED | 16GB                                                              | 2015年7月16日 2017年7月27日(販売終了)                                            | 17,800        |                                          | 最大30時間 | 76.5x39.6x5.4  | 240×432            | 31g   |

### 第1世代

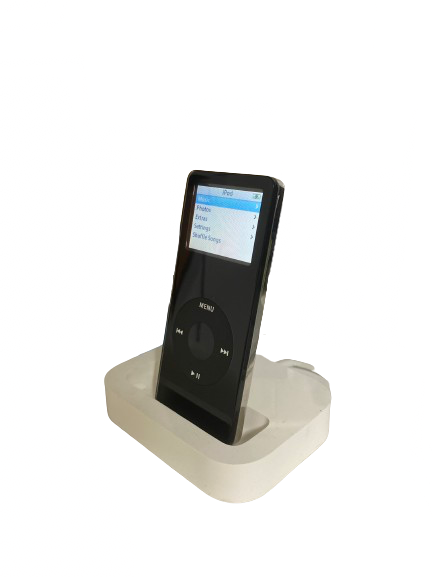
iPod nano（第1世代）

2005年9月7日（現地時間）にAppleのCEO、スティーブ・ジョブズ自身が穿いていたジーンズのコインポケットから取り出して発表され、その日から世界中で販売が開始された。サイズは90mm（縦）×40mm（横）×6.9mm（厚）、重量42gで、ラインナップは2GB（21,800円/$199）および4GB（27,800円/$249）の2モデル。カラーバリエーションはホワイトおよびブラックの2色である。後の2006年2月7日には、1GBモデル（17,800円/$149）の販売も開始した。カラーバリエーションは2GB・4GBモデルと同じホワイトおよびブラックの2色である。バッテリー持続時間は音楽再生時が14時間。
1.5インチ（176x132ピクセル）・65536色表示のバックライト式カラー液晶画面を搭載しており、カラー液晶版iPodと同様に音楽CDのジャケットやフォト画像を見ることができる。またiPod nanoをボイスレコーダーにする周辺機器もある。
iPod miniやiPod shuffleが発売された直後から数か月間ほど入手困難な状況が続いたのとは対照的に、比較的安定した供給体制となっていたようである。しかし、それでもモデル毎に売れ行きの差違はあり、例えば日本では発売後1週間の売れ行きは4GBモデルが2GBモデルよりも売れていたため、4GBモデルの入手がやや難しかった。当時のフラッシュメモリの価格から比較して安値だったこともあり、これによりフラッシュメモリの価格下落に貢献した。
これに伴いiPod miniの生産は終了し、販売も流通在庫限りで終了した。iPod miniの5色のカラーバリエーションを再現するため、純正カラーケース iPod nano tubeなど、iPod nano用の周辺機器が2005年9月30日から発売された。

#### 液晶ディスプレイへのクレームと対応
発売後、画面にすぐ傷が付いたり割れたりするなどのクレームが増加しアメリカ国内で紛糾することになり、Appleは第4世代iPod（カラー版）との液晶ディスプレイ画面の素材が同じだと反論。その後2005年9月30日に、Appleは『出荷した商品の0.1%に液晶画面に不具合が発生することがある』とし、これらの交換に応じることになった。一部のユーザは2005年10月22日にアメリカのカリフォルニア州サンノゼ米連邦地裁に集団訴訟を起こし、翌月にはイギリスとメキシコでも訴訟を起こした。
上記の問題に対応するため、発売当初には添付されていなかった保護ケースが2005年11月以降の出荷分より標準で同梱されるようになった。
Appleは「第5世代iPodに同梱されるケースについて、すばらしいフィードバックがユーザーから寄せられている。そのため、iPod nanoに同様のケースを同梱することにした」とコメントしている。

#### 充電式電池が原因の本体発火
2008年8月、経済産業省は、重大製品事故（火災）3件と火傷2件及びそれ以外の製品破損事故12件についての公表を行った。Appleもバッテリーに問題があることを明らかにし、無償交換を受け付けることを発表した。
2010年には経済産業省は重大製品事故が6件、非重大製品事故が21件が発生していることから原因や対策について報告を求めた。
2011年11月、Appleは再び初代iPod nanoのバッテリー問題について見解を発表し、無償交換を受け付けるプログラムを開始した。ただし、これは電池交換ではなく、違う世代のiPod nanoへの交換もある。
2017年12月、消費者庁ではリコール情報サイトに 携帯型音楽プレーヤー「iPod nano（第一世代）」 (2005年9月～2006年12月に販売) - 交換] の案内を出し、2017年12月12日 消費生活用製品の重大事故に係るお知らせ「携帯型音楽プレーヤーに関する事故について」を公表した。

### 第2世代

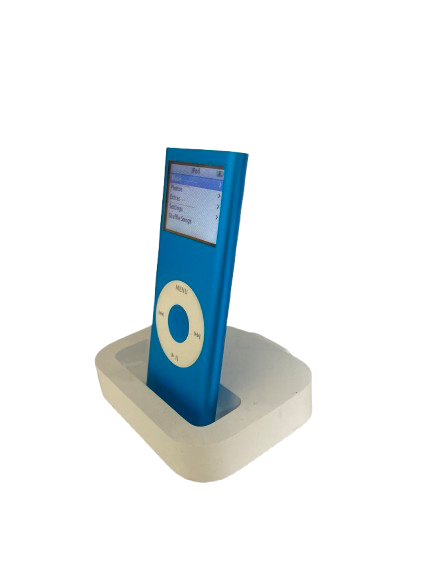
iPod nano（第2世代）

2006年9月12日（現地時間）にiPod miniと同様のアルミ合金製の筐体に変更し、5色のカラーバリエーションをラインナップした第2世代モデルを発表した。サイズは90mm（縦）×40mm（横）×6.5mm（厚）、重量40gと、第1世代と比べ若干小さくなった。画面サイズおよび解像度は前世代と変わらない。ラインナップと価格は2GB（17,800円/$149）・4GB（23,800円/$199）・8GB（29,800円/$249）の3モデル。カラーバリエーションは、2GBモデルがシルバーのみ、4GBモデルはシルバー・ブルー・グリーン・ピンクと後述の(PRODUCT)RED、そして8GBモデルはブラックと(PRODUCT)REDとなった。バッテリー持続時間は音楽再生時が24時間。
さらなる薄型・軽量化の他、アルファベットによる検索機能が追加された。前述の通り、第1世代と比べ若干小さくなり、イヤホン端子の位置も若干変更となったため、iPod nano tubeなどの一部のケースや周辺機器、液晶保護シールなどとサイズが合わなくなった。また、このモデルより付属品からiTunesが入ったCD-ROMが除外されたため、実際に使うためにはiTunesをダウンロード可能な環境を購入者が用意する必要がある（これは第5.5世代iPod・第2世代iPod shuffleも同様）。

### 第3世代

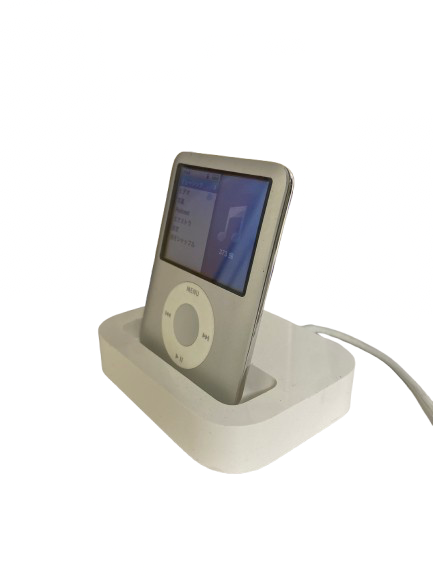
iPod nano（第3世代）

2007年9月5日（現地時間）にiPod classic（第6世代iPod）・iPod touchと同時に発表された。+サイズは69.8mm（縦）×52.3mm（横）×6.5mm（厚）、重量49.2g。ラインナップと価格は4GBモデル（17,800円/$149）・8GBモデル（23,800円/$199）の2モデル。カラーバリエーションは、4GBモデルがシルバーのみ、8GBモデルはシルバー・ブルー・グリーン・ブラックと、(PRODUCT)REDを加えた計5色。後にピンクも追加され、計6色となった。なお(PRODUCT)REDについては、第2世代に続きApple StoreならびにオンラインのApple Storeでの限定販売である。バッテリー持続時間は音楽再生時が24時間、ビデオ再生時が5時間。
液晶画面が従来の1.5インチから2インチに大型化し、解像度は320×240ピクセル、ドットピッチは204dpiとなり、第5世代iPodやiPod classicの163dpiを上回る解像度に達した。また、画面の明度は第2世代より65%明るくなった。デザインは表面は第2世代と同様にアルミ合金製だが、裏面が第1世代の時の様な鏡面に戻っている。iTunesやiPhoneに搭載されていたCover Flowインターフェースを備え、ビデオの視聴や、iTunes Storeで購入したゲームをプレイすることも可能となった。対応するiTunesは9月6日に公開されたiTunes7.4以降である。

### 第4世代

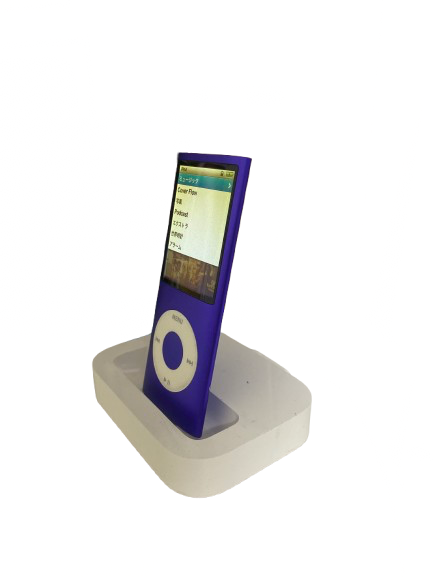
iPod nano（第4世代）

2008年9月9日（現地時間）にiPod touch（第2世代）と同時に発表された。デザインは第1・第2世代と共通する縦型でありながら、断面が膨らんだ長楕円（カーブ）をもち、本体を強いアルミ合金で覆ったスリムなデザインへと変更された。90.7mm（縦）×38.7mm（横）×6.2mm（厚）、重量36.8gとなった。ラインナップでは、従来の8GBモデル（17,800円/$149）に加え、新たに16GBモデル（23,800円/$199）が追加され計2モデルとなった。また、4GBモデル（14,800円/$99）は期間限定モデルである（後述）。カラーバリエーションは、シルバー・ブラック・パープル・ブルー・グリーン・イエロー・オレンジ・ピンク、そして(PRODUCT)REDの計9色となり、クリックホイールと上下はシルバー及びブラックは黒、他は白である。バッテリー持続時間は音楽再生時が24時間、ビデオ再生時が4時間。
液晶のスペックは第3世代と変わらないものの横長から縦長となった。iPod touchと同様、加速度センサーが内蔵されており、本体を傾けるとCover Flowが出現するようになった。また音楽の再生中に本体を振るとシャッフルする機能が追加された。対応するiTunesは同時公開されたiTunes8.0以降である。リモートコントローラとマイクの付いたイヤホンに対応している。この世代からクロスフェード再生や、画面を横向きにした状態でのビデオ再生が可能になった。
限定モデルである4GBはアメリカ以外の一部の家電量販店、およびApple Storeでブラック・レッドを除く7色（Apple Storeでは当初は販売されていなかったが、日本においてはごく一時期のみ9色のフルラインアップで販売されていた）が限定販売された。しかし一部でしか販売されていないうえに再出荷の予定もないため、通常モデルに比べるとあまり知られていない。

### 第5世代

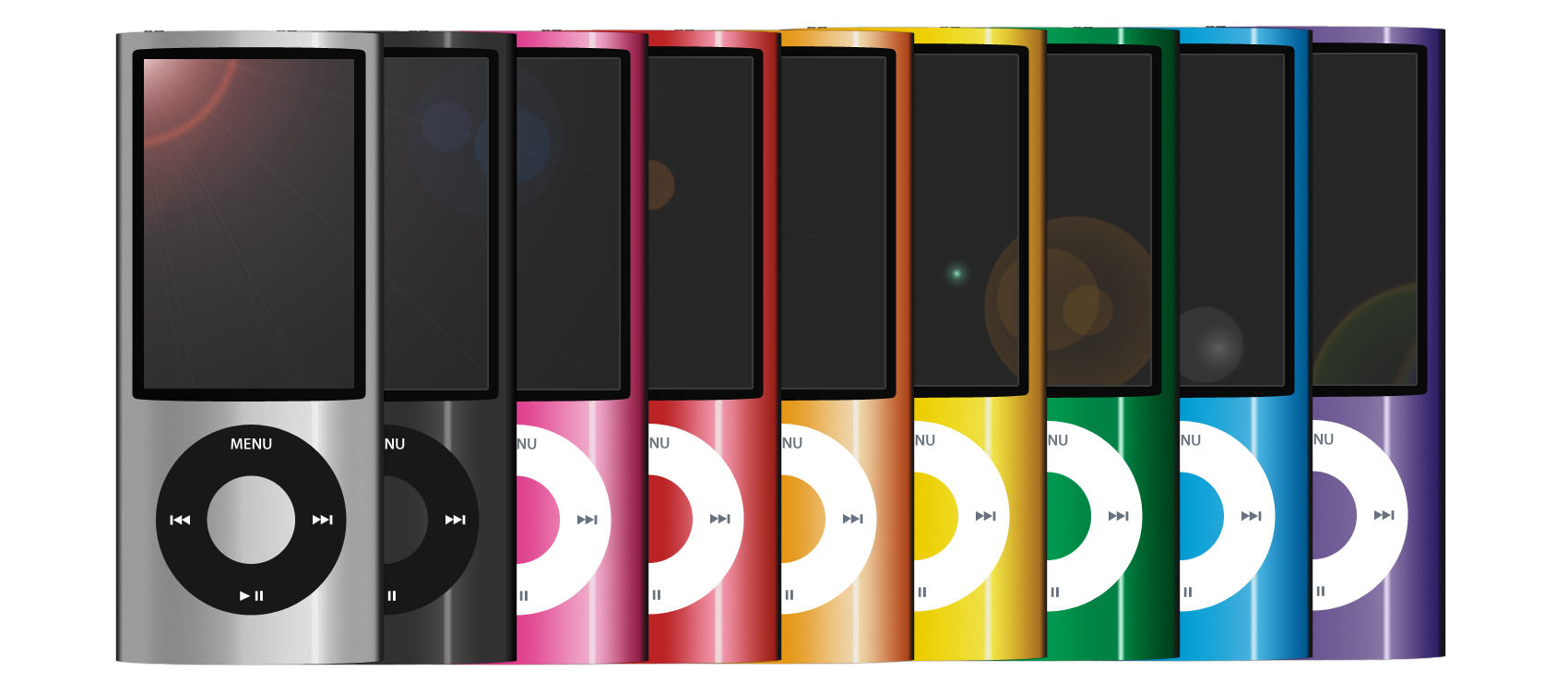
iPod nano（第5世代）

2009年9月9日（現地時間）に第4世代iPod shuffle・Late2009 iPod touch・iPod classic（16GB）と同時に発表された。デザインは第4世代の意匠を踏襲した上で、表面に光沢のある酸化皮膜処理を施したアルミニウムを採用したほか、ビデオカメラ（動画撮影専用）、FMラジオチューナー、スピーカー、歩数計機能等を新たに搭載した。サイズは90.7mm（縦）×38.7mm（横）×6.2mm（厚）、重量36.4g。第4世代iPod nanoよりサイズに変化がないものの、0.4gの軽量化、画面の大きさが2.0インチから2.2インチ（240×376ピクセル）と多少大きくなっている。ラインナップは、8GBモデル（14,800円/$149）と16GBモデル（17,800円/$179）の計2モデル。カラーバリエーションは、シルバー、ブラック、パープル、ブルー、グリーン、オレンジ、イエロー、(PRODUCT)RED、ピンクの9色。尚今回はレッドに加えイエローもApple Store専売となった。バッテリー持続時間は音楽再生時が24時間、ビデオ再生時が5時間。

### 第6世代

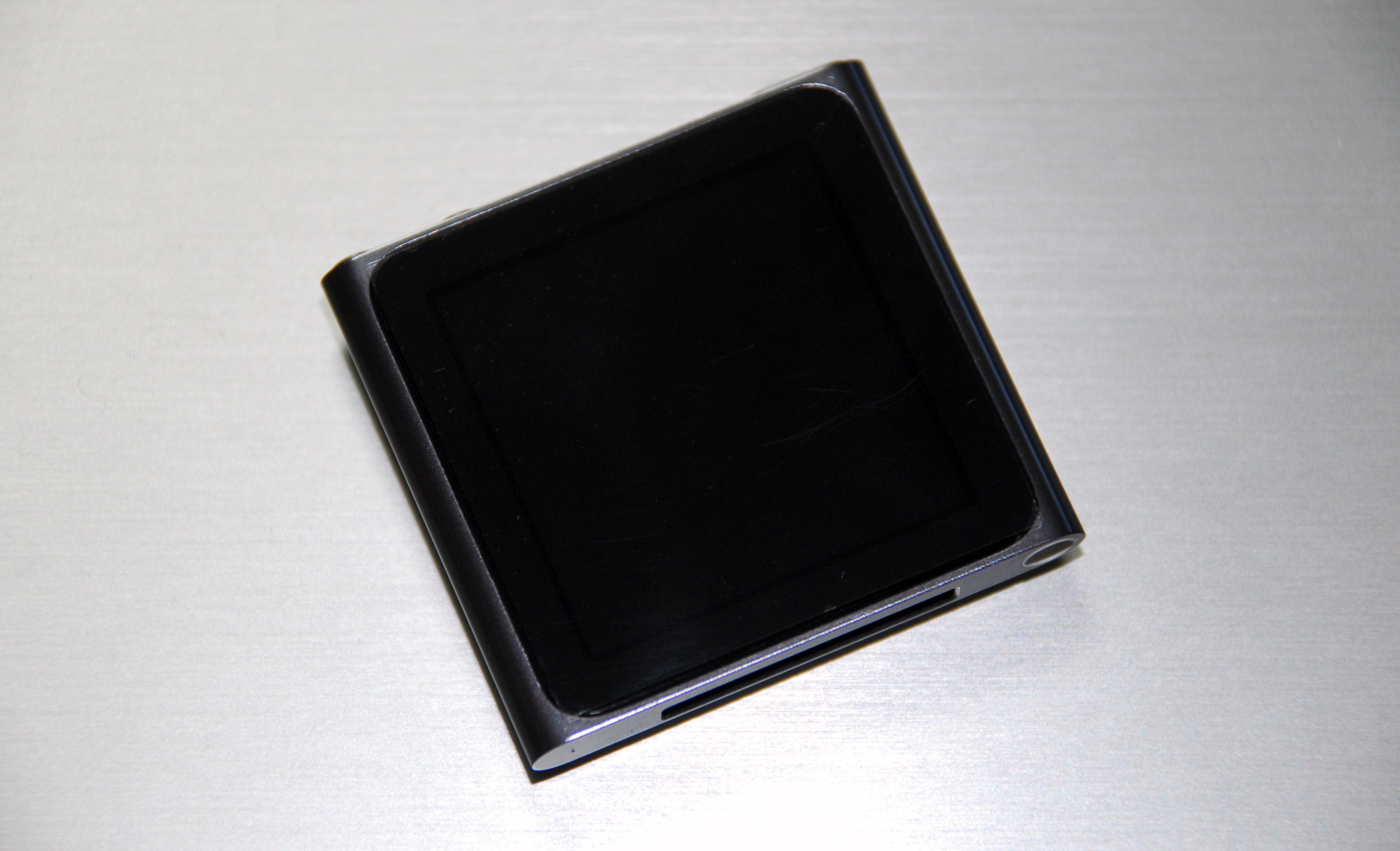
iPod nano（第6世代）

2010年9月1日（現地時間）に第4世代iPod shuffle・第4世代iPod touchと同時に発表された。最大の特徴は、iPodの特徴でもある操作系「クリックホイール」が廃止され、マルチタッチディスプレイを搭載したことである。スリープ用・音量調整用以外のボタンを廃し、すべての操作をタッチディスプレイで行うようになった。本体は形がほぼ正方形となり、従来のモデルよりコンパクト化された。画面サイズは1.54インチ（240x240 ピクセル）である。本体サイズは37.5mm（縦）×40.9mm（横）×8.78mm（厚（クリップを含む））、重量は21.1gとなった。ラインナップは、8GBモデルが13,800円（$149）、16GBモデルが16,800円（$179）の計2モデル。カラーバリエーションは、シルバー、ブルー、グリーン、オレンジ、ピンク、グラファイト、Apple Store限定の(PRODUCT)REDの7色。バッテリー持続時間は音楽再生時が24時間である。また29のメニュー言語に対応しており、曲名、アーティスト、アルバム情報に関しては34カ国語に対応している。
第5世代と比較すると、本体からはスピーカーやビデオカメラ、マイク、機能ではビデオ再生機能が廃止され、「音楽を持ち運ぶ」iPodの原点に戻ったといえる。本体背面にはクリップが付けられ、iPod shuffleのように服の裾などにつけて音楽を聞くことも可能となった。ちなみに搭載されているOSはiOSではなく、iPod nano用に新しく開発されたものである。ホームボタンはiOSデバイスとは異なり搭載されていない。ホームに戻るには画面を数秒タップしたままにするとホームに戻る。アクセシビリティ性も高くなり、iPhone等のように、黒地に白の表示やモノラルオーディオ、VoiceOverジェスチャーベースの画面リーダも行える。
2011年10月5日に新モデルが発表された。外観や容量に変更はないが、よりアイコンが大きくなったインターフェイスや、16種類の時計表示などの機能が加わった。価格は8GBが10,800円（$129）、16GBが12,800円（$149）に引き下げられた。また新モデル発売以前の第6世代の本体もシステムソフトウェア・バージョン 1.2にアップデートするとこれらの機能が加わる。
第6世代のiPod nanoは、Nike+iPodによるワークアウトの機能に加えて、腕時計として装着できるアクセサリーが多く発売されていたこともあり、現在のApple Watchの事実上の前身ともいえる製品である。

### 第7世代
2012年9月12日（現地時間）にiPhone 5・第5世代iPod touchと同時に発表された。
マルチタッチディスプレイを搭載しつつ、第6世代で廃止されたビデオ再生機能が復活、写真の閲覧もできる。ビデオはSD画質に対応しレンタル映画も同期できる。HD画質には対応していない。iOS同様写真の拡大、縮小方法が同一になった。加速度センサーは搭載しているが、Cover Flowには対応していない。デザインも縦形に戻り、本体サイズは76.5mm（縦）×39.6mm（横）×5.78mm、重量31gである。モニターは2.5インチのフルワイドQVGA（240x432ピクセル）を搭載。ラインナップでは、8GBモデルが廃止され、16GBモデルのみとなっている。価格は前モデルと同じく12,800円（$149）。
新たにBluetooth 4.0を搭載したほか、コネクターが30ピン Dockコネクタからより小型化された「Lightning」に変更された（アダプターを用いることでDock端子にも接続可能）。Nike+と歩数計も組み込まれ、フィットネス用途としても用いることができる。
2013年5月31日に、日本市場での値段が14,800円に引き上げられた。値上げ理由は、NHKなどの取材で「円安ドル高による改訂」としている。アメリカ市場では値段は据え置かれている。また2015年3月10日には、さらに16,800円へと値上げされた。Appleの広報は価格改定の理由について「為替市場の状況に応じた価格調整」としている。
2015年7月16日、カラーバリエーションがスペースグレイ、ゴールド、シルバー、ピンク、ブルー、(PRODUCT)REDの6色に刷新され、同時に17,800円へと値上げされた。ただし本体色以外の仕様に変更はない。
2017年7月27日、iPod shuffleと共に販売を終了した。

## iPod nano(PRODUCT)REDSpecial Edition

### 第2世代 iPod nano版
2006年10月13日、AppleはProduct Redのパートナー企業として、第2世代iPod nano（4GB）の赤色の限定カラーモデルであるiPod nano (PRODUCT)RED  Special Editionを発表した（ただし生産台数や生産期間が限られている訳ではなく、また値段も通常のモデルと同じであったので実質的には新色の追加と言っていい。同年11月4日には8GBモデルの発売も発表された）。Appleはこのモデルが1台売れる毎に10ドルを世界エイズ・結核・マラリア対策基金に寄付するとしている。

### 第3世代 iPod nano以降

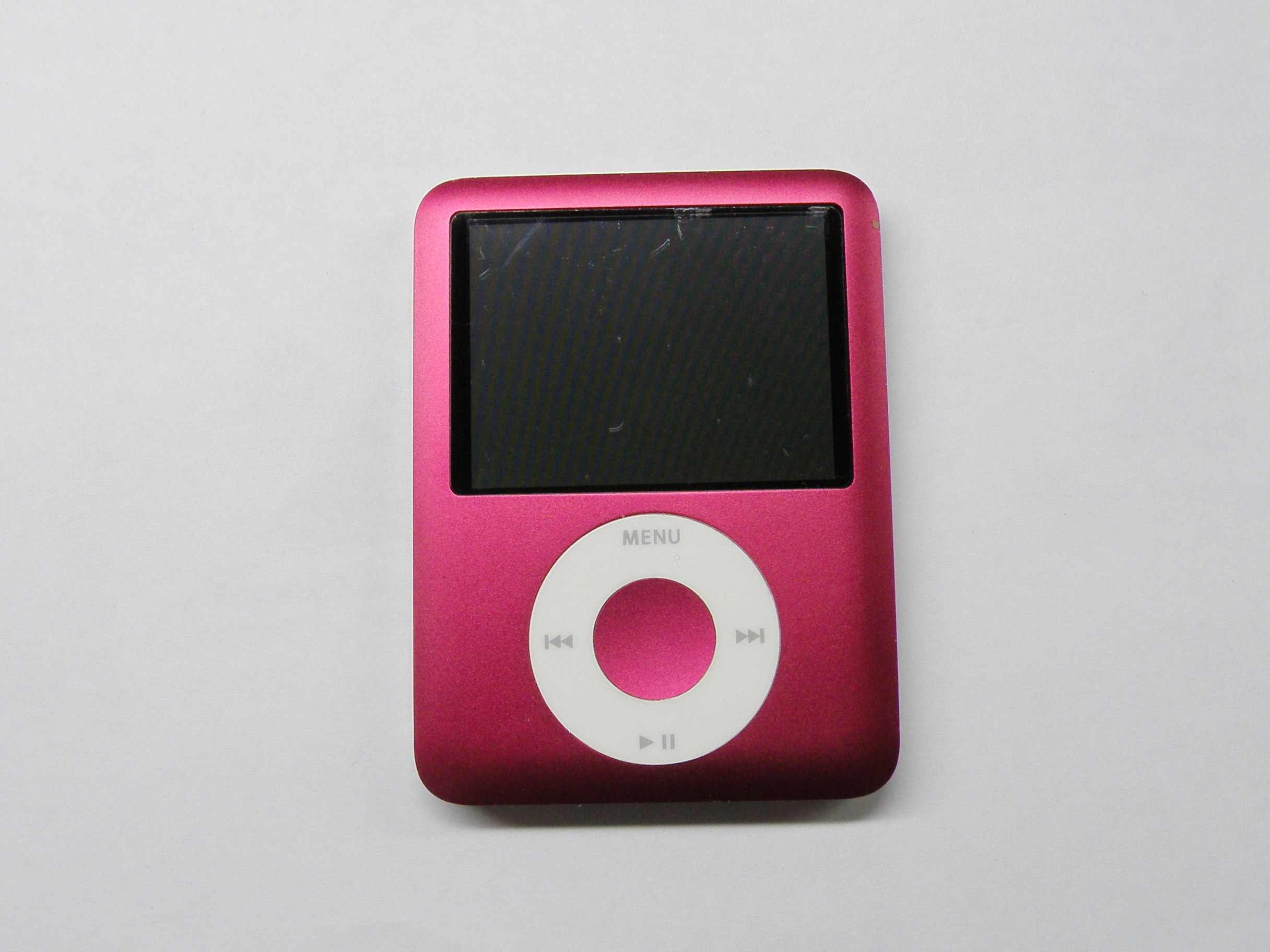
第3世代iPod nano

第2世代iPod nanoのモデルチェンジ（販売終了）後も、この企画は続けられており、第3世代・第4世代iPod nanoではモデルチェンジの発表と同時にこの限定カラーもお披露目された。第3世代iPod nanoでは第2世代の原色的な赤色から『ワインレッド』のような色合いに変更されたが、第4世代では再び原色的な赤色に戻されている。